# Heinrich Breling

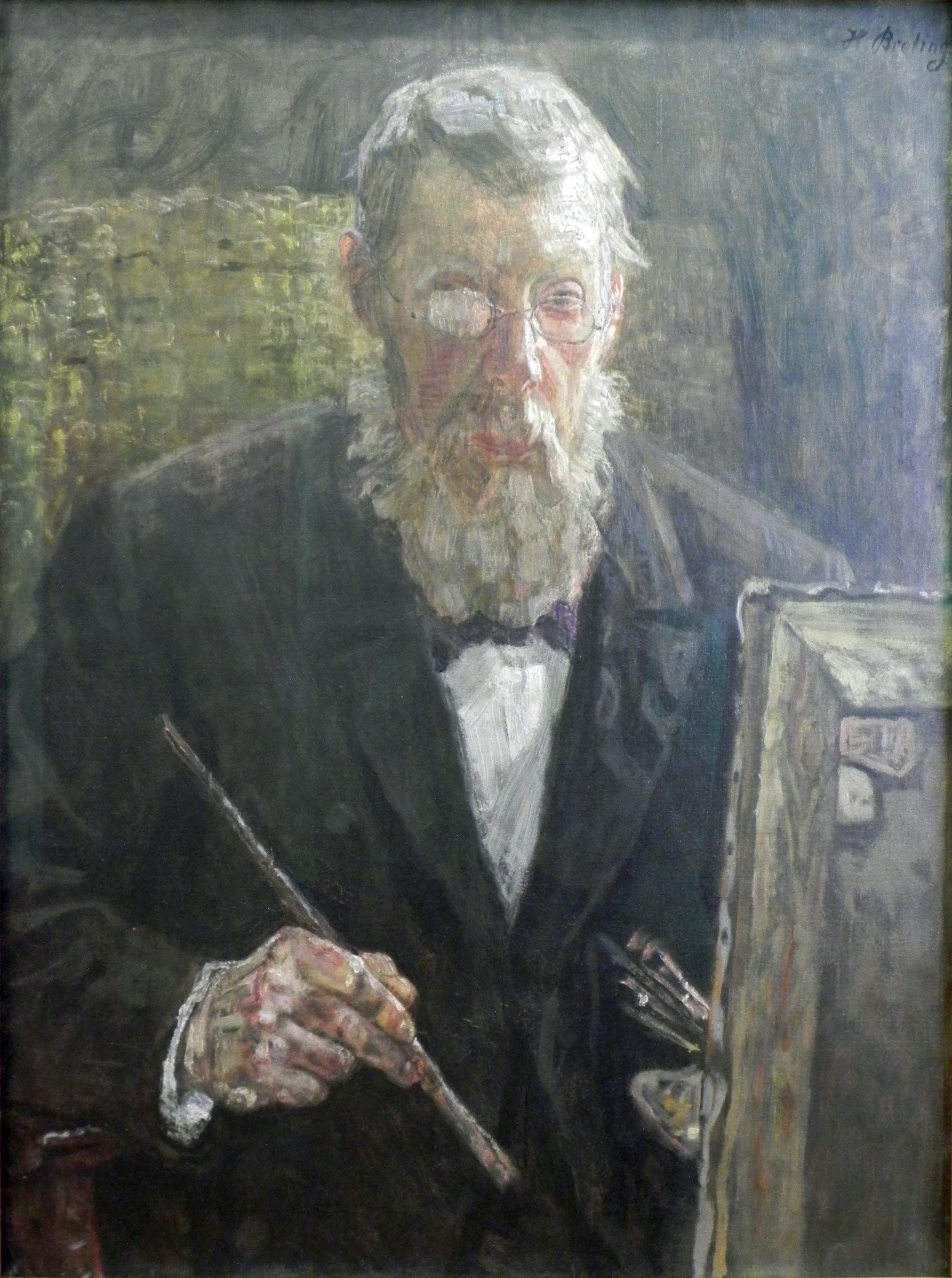
Selbstbildnis vor Staffelei (um 1911)

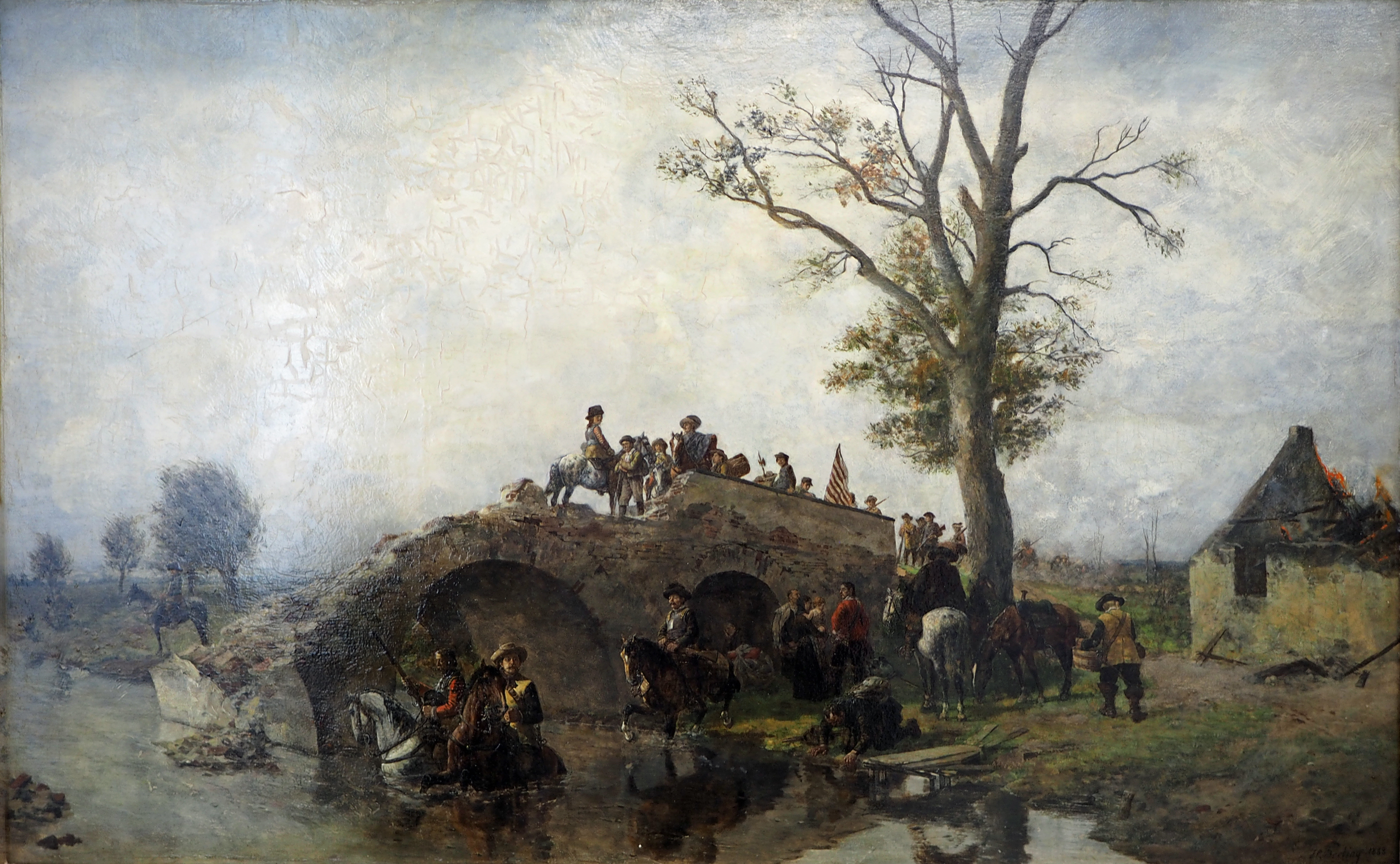
Abziehende Soldaten (1888)

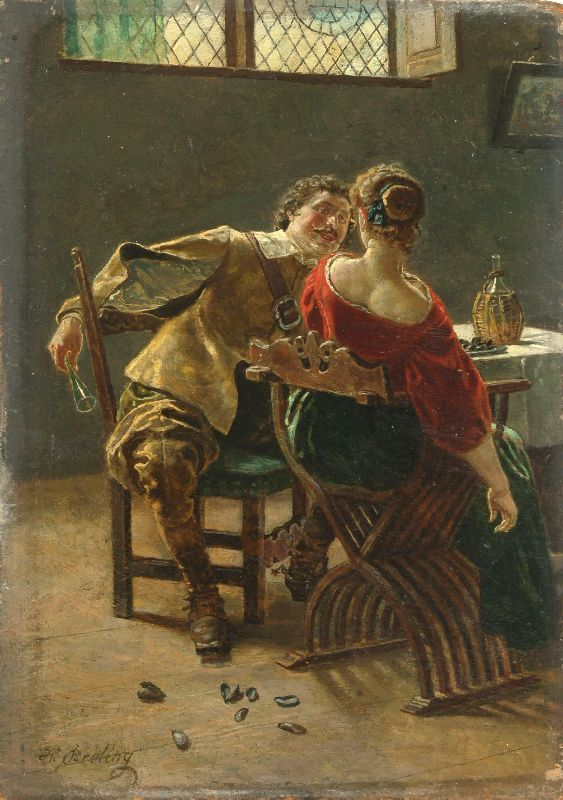
Das Muschelessen (1900)

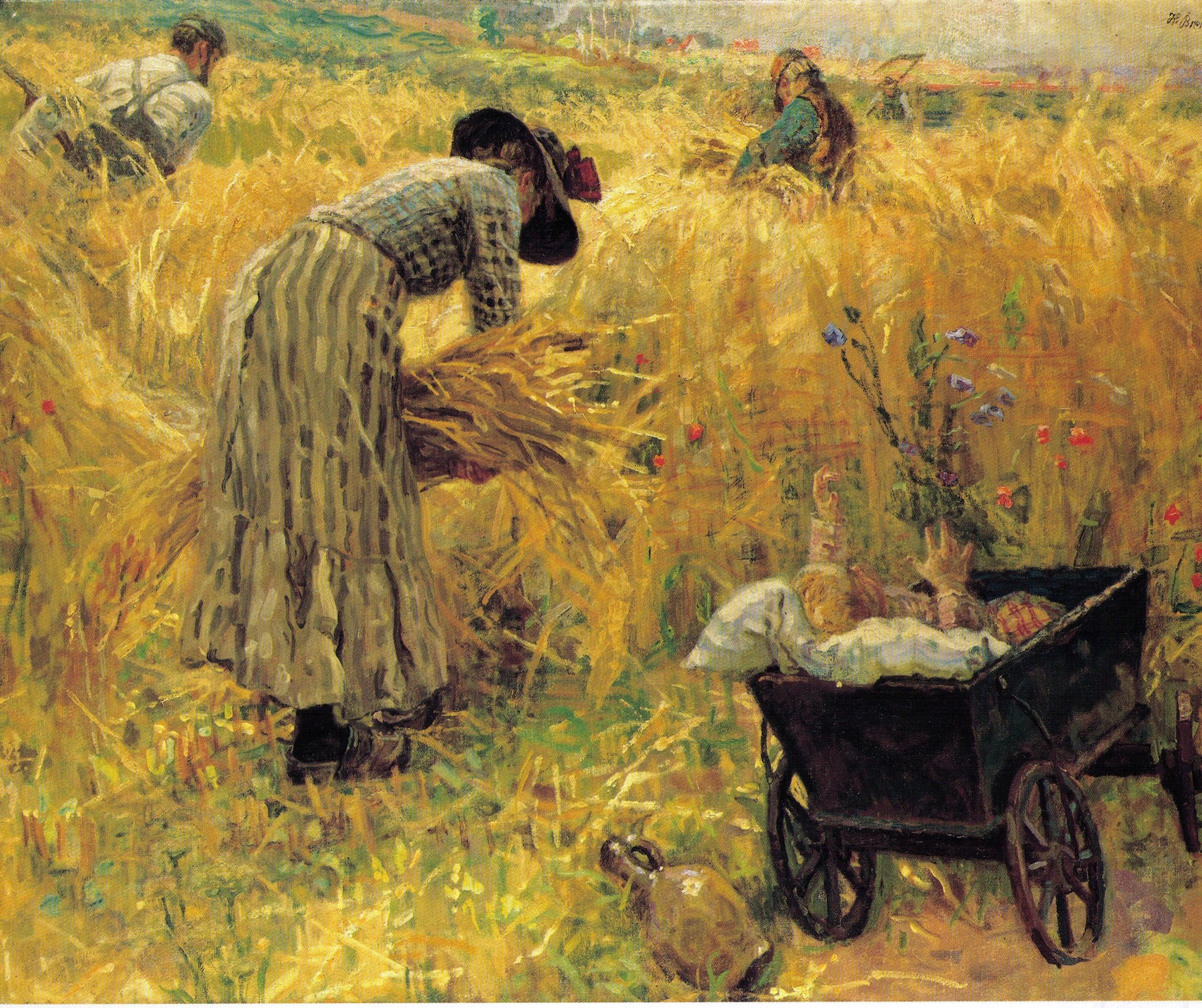
Heinrich Breling, Kornernte (1912)

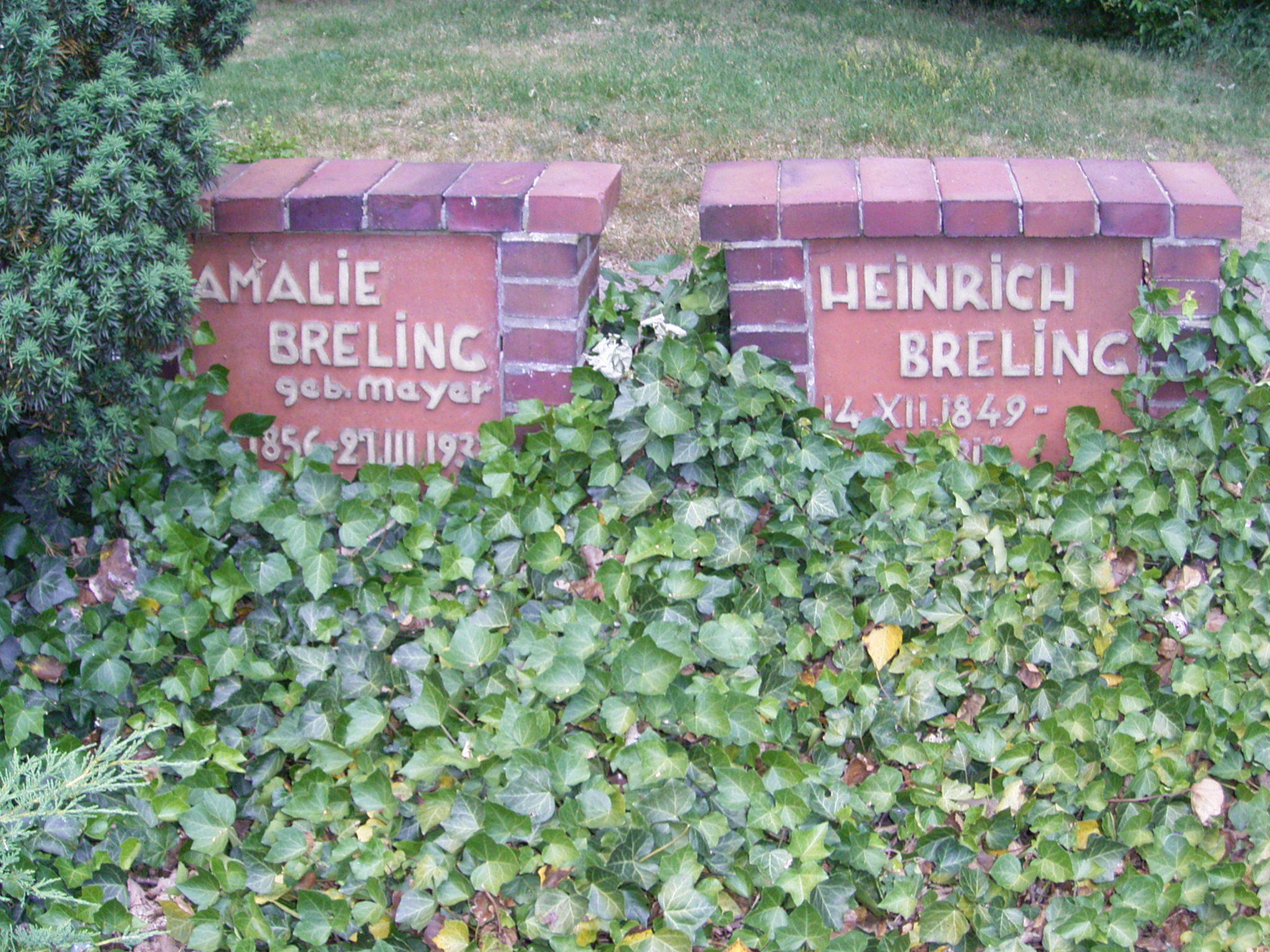
Grabstelle von Amalie und Heinrich Breling

Heinrich Christoph Gottlieb Breling (* 14. Dezember 1849 in Burgdorf; † 6. September 1914 in Fischerhude) war ein deutscher Genre- und Historienmaler sowie Mitbegründer der Künstlerkolonie Fischerhude.

## Leben
Heinrich Breling verbrachte seine Kindheit in Fischerhude als Sohn des Wilhelmshauser Grenzaufsehers. Von 1863 bis 1869 studierte er am Technikum in Hannover. Ab 1872 war er Schüler von Wilhelm von Diez in München. 
1883 wurde er zum Professor an der Akademie der Bildenden Künste München ernannt. Ab 1884 war Heinrich Breling Hofmaler von König Ludwig II. von Bayern und malte mehrere Aquarelle vom König und dessen Residenzen. Er war auch an der Ausstattung der Schlösser Herrenchiemsee und Linderhof beteiligt. 1892 siedelte Heinrich Breling mit seiner Frau Amalie, geb. Mayer (1856–1933) und den sechs Töchtern endgültig nach Fischerhude um.
1908 ließ er in der Bredenau (Ottersberg) sein neues Atelier errichten, das noch durch seinen Enkel Tim und seine Enkelin Mietje genutzt wurde (Kinder vom Schwiegersohn Jan Bontjes van Beek und Tochter Olga Bontjes van Beek). Seine Enkelin aus gleicher Ehe, Cato Bontjes van Beek, wurde am 5. August 1943 in Berlin-Plötzensee als Mitglied der von der Funkabwehr der Nationalsozialisten so genannten ‚Roten Kapelle‘ durch das Fallbeil hingerichtet. Seine zweitälteste Tochter Louise Modersohn-Breling (1883–1950) war mit dem deutschen Landschaftsmaler Otto Modersohn (1865–1943) verheiratet. Sein Enkel aus dieser Ehe ist der Maler Christian Modersohn. Seine Tochter Amelie Breling (1876–1965) wurde Lehrerin in Hannover, Malerin, Bildhauerin und Keramikerin; mit ihrem Schwager Jan Bontjes van Beek gründete sie 1922 die Fischerhuder Kunstkeramik.
Heinrich Breling wurde als Genre- und Historienmaler bekannt; ein wichtiges Thema waren Kriegs- und Schlachtendarstellungen. Seine späteren, sich dem Impressionismus annähernden Arbeiten blieben weitgehend unbeachtet. Er starb im Alter von 64 Jahren und wurde auf dem Friedhof von Fischerhude (Landkreis Verden), beerdigt.